# Ed Wubbe
Ed Wubbe (Amsterdam, 1957) is een Nederlands choreograaf, sinds 1993 artistiek directeur van Scapino Ballet Rotterdam.

## Biografie
Wubbe kreeg zijn opleiding aan de Scapino Dansacademie, en begon hierna als choreograaf bij Introdans en Scapino Ballet. Bij zijn aantreden als artistiek leider richtte hij zich geheel op eigentijdse dans, met enerzijds muziekballetten en anderzijds theatraal-expressief werk. In 2001 choreografeerde hij het stuk Perfect Skin, dat werd uitgevoerd door de dansers Golan Yosef en Maartje Hermans tijdens de Eurovision Young Dancers. In 2015 maakte hij de choreografie van de Balletopera Les Fêtes vénitiennes onder regie van Robert Carssen voor Opéra-Comique.
Tussen 2005 en 2017 was Ed Wubbe directeur van het internationale choreografieconcours in Hannover. Hij is tevens beschermheer van Boys Action, een danstalentontwikkelingsnetwerk gericht op jongens. In 2017 werd hem de loopbaanprijs van de Gouden Zwaan toegekend en werd hij benoemd tot Ridder in de Orde van de Nederlandse Leeuw.
In 2024 werd de Dansspeld van Nederlandse Dansdagen aan hem toegekend.

## Choreografieën
Hieronder volgen enkele choreografieën die Wubbe maakte:
- Oppervlakte (1981) - Introdans Arnhem
- Afstand (1982) - Introdans Arnhem
- Cellorganics (1983) - Werkcentrum Dans Rotterdam
- Frasen (1984) - Introdans Arnhem
- Simple Manouvres (1985) - Introdans Arnhem
- Another Journey (1985) - Introdans Arnhem
- White Streams (1986) - Introdans Arnhem
- Carmina Burana (1987) - Introdans Arnhem
- Nono (1987) - Introdans Arnhem
- Schlager (1988) - Introdans Arnhem
- Messiah (1988) - Introdans Arnhem
- Blue Tattoo (1988) - Scapino Ballet Rotterdam
- Gollywogwalk (1989) - Introdans Arnhem
- The Light of the Sun (1989) - Introdans Arnhem
- De Dood en het Meisje (1989) - Introdans Arnhem
- Solo (1991) - Introdans Arnhem
- Kathleen (1992) - Scapino Ballet Rotterdam
- Romeo en Julia (1995) - Scapino Ballet Rotterdam
- Nico (1997) samen met John Cale - Scapino Ballet Rotterdam
- Songs for Drella (2011) samen met Marco Goecke - Scapino Ballet Rotterdam
- Pearl (2012) samen met Combattimento Consort Amsterdam - Scapino Ballet Rotterdam
- Le Chat Noir (2013) - Scapino Ballet Rotterdam
- Pas de Deux (2016) samen met Michiel Borstlap - Scapino Ballet Rotterdam
- TING! (2016) samen met Nits - Scapino Ballet Rotterdam